# Musée du Crime de la police criminelle
Le musée du crime de la police criminelle centrale (finnois : Keskusrikospoliisin Rikosmuseo) est un musée situé dans le quartier de Jokiniemi à Vantaa en Finlande.

## Présentation
Le musée présente du matériel lié à l'enquête criminelle et à l'histoire criminelle en Finlande. Il n'est pas ouvert au public.
La principale raison de l'interdiction est que le musée est situé au siège de la police criminelle centrale, qui s'occupe des informations secrètes, où le public ne peut pas entrer librement pour des raisons de sécurité.
Auparavant, une visite au Musée du crime n'était possible que pour les étudiants en médecine et les étudiants en police dans le cadre d'une visite d'étude. Aujourd'hui, le Musée du crime organise des visites sur commande spéciale pour les groupes de visiteurs de la police et pour les représentants des différentes parties prenantes de la police.